# Димитър Чавдаров-Челкаш
Димитър Чавдаров-Челкаш (истинско име Димитър Василев Коцев) е известен български писател, хуморист и сатирик.

## Биография
Роден е на 19 март 1912 г. в село Бешовица, Врачанско. Средното си образование завършва в търговската гимназия в София през 1931 г., а висшето (финанси) в Свободния университет в София през 1936 г. (днес УНСС)
След дипломирането си работи като книговодител в банка и чиновник в Дирекцията на статистиката. По-късно става един от основателите на литературния кръжок „Христо Смирненски“ (1933 – 1941). Челкаш е и в първоначалния редакционен състав на „Стършел“, който е най-старият български вестник за хумор и сатира, като е главен редактор на вестника в периода 1946 – 1961. Член е бил на сценарната комисия при Студията за игрални филми, а след това е изпратен на дипломатическа служба в Рим.
Умира на 6 ноември 1972 г. в София.

## Признание и награди
Наречен е „явление в областта на хумора“ от художника-карикатурист Теню Пиндарев. За своята литературна и обществена дейност Челкаш е удостоен с държавни отличия и звания, а през 1973 г. му е присъдена посмъртно националната литературна награда „Чудомир“ за 1972 г.. Това е най-старото литературно отличие в България, което е учредено през 1969 г. и се присъжда за хумористичен разказ, публикуван на страниците на в. „Стършел“.

## Творчество
- „Весело сърце“ (хумористични разкази, 1938, в съавторство с Чучурин – Павел Вежинов),
- „9 септември 1944″ (хумористични разкази и фейлетони, 1945),
- „Командирът“ (разкази и фейлетони, 1950),
- „Щастливи мигове“ (разкази, 1950),
- „Криви пътеки“ (хумористични разкази и фейлетони, 1953),
- „В старата гора. Весела повест за деца и юноши“ (1955),
- „Иван и неговите другари. Разкази за Отечествената война“ (1955),
- „Далечна и близка Монголия. Пътепис“ (1956),
- „Пясък в машината“ (комедия, 1958),
- „Приятни фейлетони“ (1957),
- „Тези пари“ (комедия, 1958),
- „Всичко наопаки“ (хумористични разкази, 1959),
- „Нежелани гости“ (фейлетони, 1959),
- „Върбова сянка“ (хумористични разкази, 1961),
- „Нулева група“ (пиеса, 1963, в съавт. с Ал. Геров),
- „Разкази“ (1963),
- „Чудо невидено“ (фейлетони, 1963),
- „Останки печални“ (хумористични разкази, 1969), „Юлско утро“ (разкази, 1969),
- „Езикът на птиците“ (разкази за деца, 1972),
- „Лучана от село Дженацано“ (разказ, 1972),
- „Неделя, сутринта…“ (избрани творби, 1972),
- „Приказка за таланти“ (хумористични разкази, 1972),
- „Междуцарствие“ (хумористични разкази, 1977)